# Nike (Unternehmen)

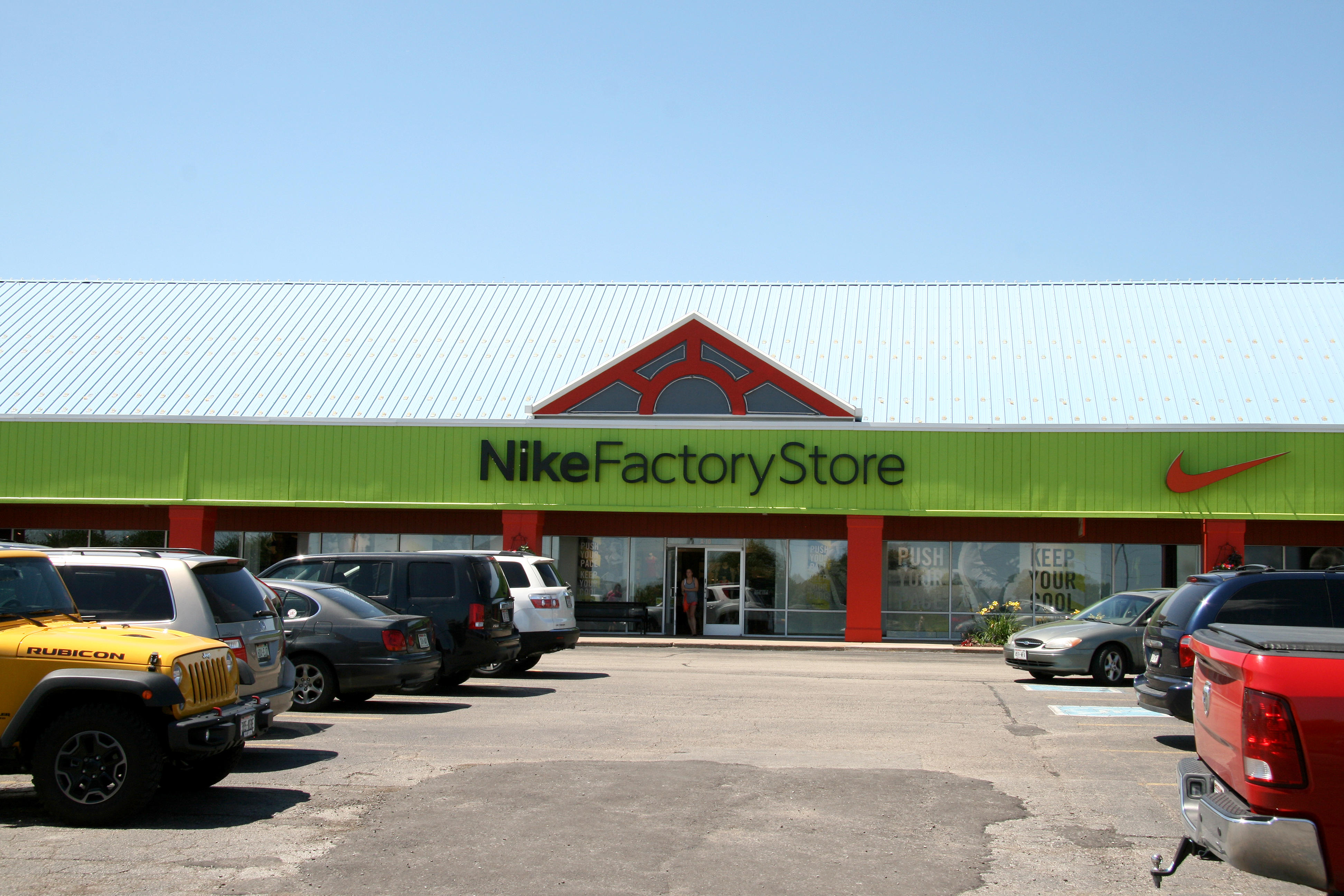
Nike Factory Store in Wisconsin

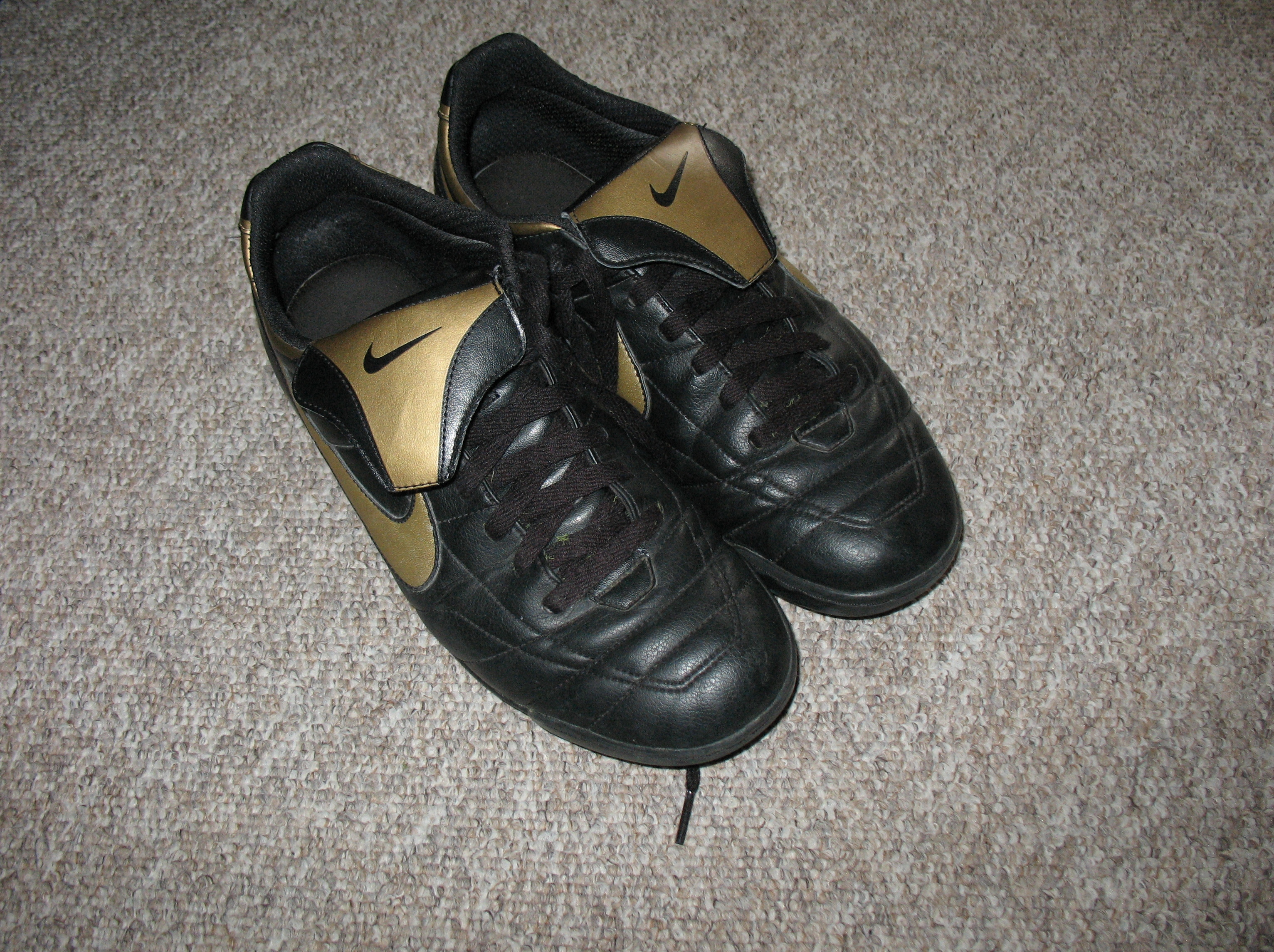
Fußballschuhe von Nike

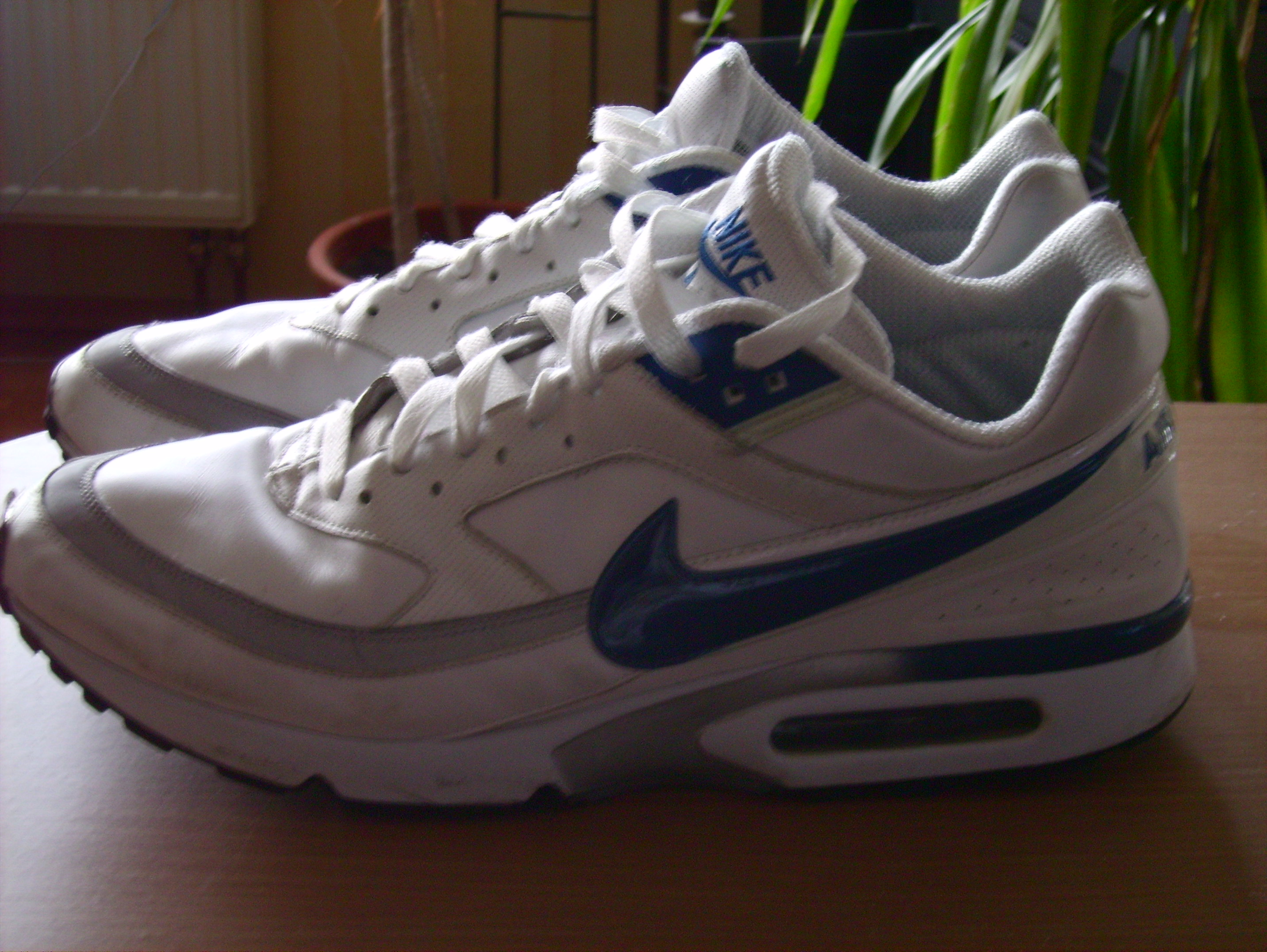
Air Max Classic BW

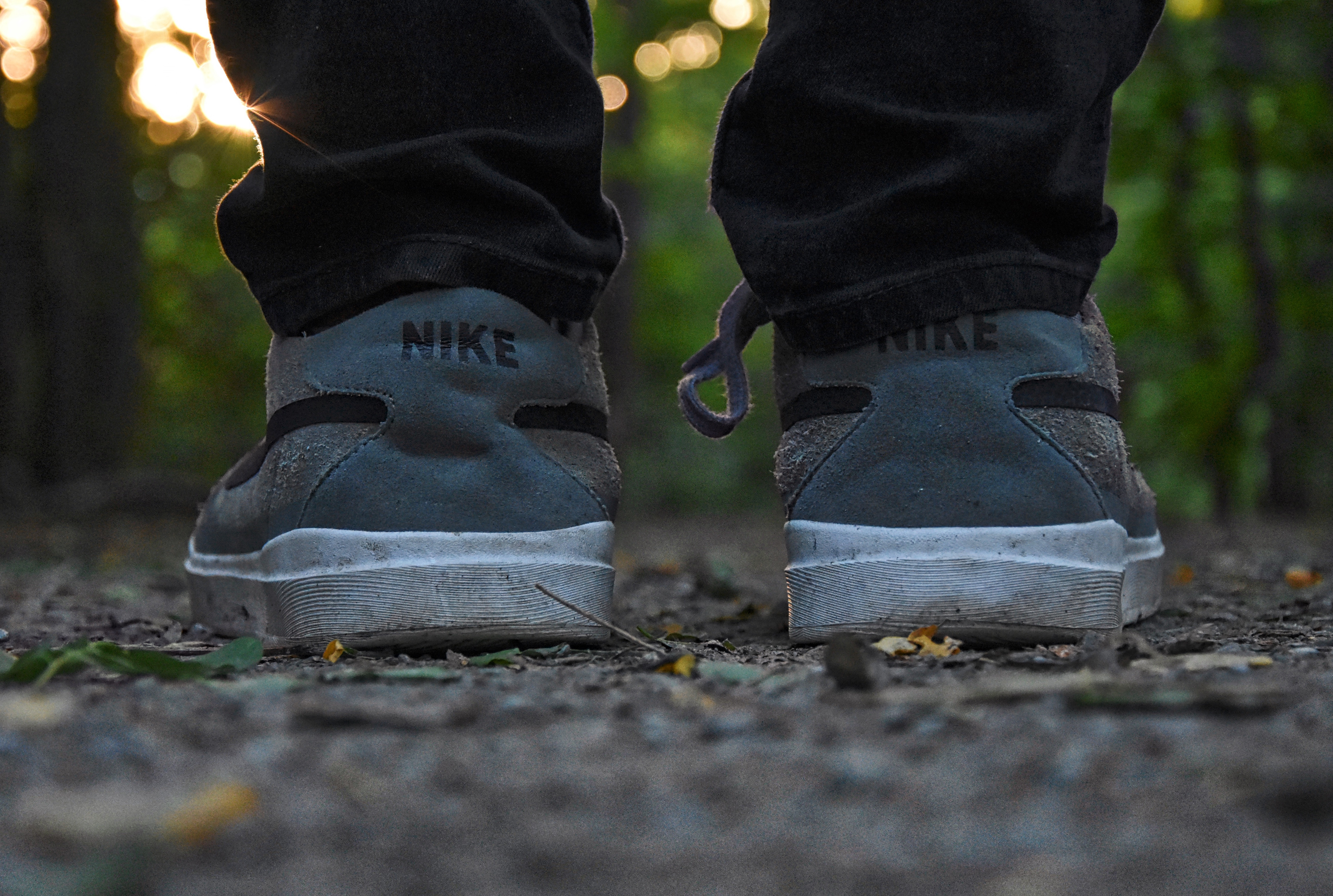
Skateboardschuhe von Nike

Nike Inc. (englisch offiziell [ˈnaɪki], angelehnt an altgriechisch νίκη níkē [níːkɛː], deutsch ‚Sieg‘, bzw. Nike, die griechische Siegesgöttin) ist ein 1964 bzw. 1971 gegründeter, international tätiger, US-amerikanischer Sportartikelhersteller. Sein Firmensitz ist Beaverton im US-Bundesstaat Oregon. Nike ist seit 1989 weltweit führender Sportartikelanbieter. Nike kam Anfang 2024 auf eine Marktkapitalisierung von 160,5 Milliarden US-Dollar, womit es zu den 100 wertvollsten Unternehmen weltweit zählt.

## Geschichte
Bill Bowerman, der erfolgreiche Leichtathletiktrainer an der University of Oregon in Eugene, gründete im Juni 1964 gemeinsam mit Philip Knight das Unternehmen Blue Ribbon Sports. Die Firma vertrieb zunächst Sportschuhe der Marke Onitsuka Tiger (heute: Asics), ehe sie ab 1971 unter dem Namen Nike (Name der griechischen Göttin des Sieges) selbst Schuhe herstellte, die leichter waren und profiliertere Sohlen hatten als die üblichen US-amerikanischen. 1972 erschien die erste selbst produzierte Kollektion.
Der kommerzielle Erfolg Nikes war mit der Bindung an erfolgreiche Sportler verknüpft. Das Unternehmen rüstete Steve Prefontaine aus, der bei den Olympischen Sommerspielen 1972 in München über 5000 Meter den vierten Platz erreichte. Er machte Nike-Schuhe auch bei anderen Läufern bekannt. 1978 begann Nike mit dem Verkauf von Schuhen in Europa.
1984 nahm Nike den damaligen Basketballspieler-Rookie Michael Jordan unter Vertrag. Gemeinsam entwarfen sie eigene Kollektionen. Im ersten Jahr der Zusammenarbeit generierte Nike 130 Millionen US-Dollar mit der Marke Air Jordan. Insgesamt soll Jordan dem Unternehmen etwa 2,6 Milliarden US-Dollar Umsatz gebracht haben. Der Beginn dieser Zusammenarbeit wird im Film Air: Der große Wurf von Ben Affleck dargestellt.
Im Jahr 1994 wurden die Fußballweltmeister aus Brasilien „verpflichtet“. 1995 übernahm Nike den kanadischen Eishockeyausrüster Canstar für 395 Millionen US-Dollar, darunter die Marke Bauer. 1996 folgte mit dem damals noch wenig bekannten Golfspieler Tiger Woods der nächste Coup nach Michael Jordan. Für fünf Millionen US-Dollar pro Jahr wurde Nike der Ausrüster des späteren Golfstars. Später wurde der Profi-Radrennfahrer und Triathlet Lance Armstrong für das Unternehmen gewonnen.
Im September 2003 übernahm Nike die Marke Converse für 305 Millionen US-Dollar.
Knight trat 2004 als Vorstand ab, sein Nachfolger wurde William D. Perez. Im Januar 2006 wurde Perez von Mark Parker abgelöst.
Mit der Kampagne „Stand up, speak up!“ („Steht auf, erhebt eure Stimme!“) wirbt Nike seit Februar 2005 gegen Rassismus und setzt sich für mehr Toleranz und Akzeptanz in europäischen Fußballstadien ein.
Im April 2008 wurde die Eishockeysparte Nikebauer an eine Investorengruppe aus Kohlberg & Company und dem kanadischen Geschäftsmann W. Graeme Roustan verkauft. Der Verkaufspreis wurde mit 200 Millionen US-Dollar angegeben.
Nike ist seit 2012 Hauptsponsor der NFL (die US-amerikanische Profiliga im American Football).
2015 schloss Nike erstmals in seiner Firmengeschichte einen lebenslangen Werbevertrag mit einem Sportler, mit LeBron James.
Nach dem russischen Überfall auf die Ukraine schloss Nike Anfang März 2022 seine 116 Filialen in Russland; Ende Mai stoppte Nike auch das Franchise-Geschäft. Am 23. Juni 2022 gab Nike bekannt, die Filialen nicht mehr zu öffnen.
Ab 2027 ist Nike der offizielle Ausrüster des DFBs und löst damit den jahrzehntelangen Ausrüster Adidas ab. Mit mindestens 100 Millionen Euro im Jahr zahlt Nike etwa das Doppelte von Adidas.

### Logo
Die Grafikdesign-Studentin Carolyn Davidson entwarf 1971 für rund 35 US-Dollar das Logo, den sogenannten Swoosh. Die einzige Vorgabe von Nike-Gründer Philip Knight war, dass das Logo an eine Bewegung angelehnt sei. Der Swoosh soll an die Flügel der Göttin Nike erinnern.
Im Jahr 1983 wurde Carolyn Davidson zusätzlich mit einem Diamantring und Unternehmensaktien beschenkt.
Heute gilt der „Nike-Haken“ als eines der bekanntesten Markenzeichen der Welt, ebenso wie der Slogan Just do it. Die beiden Markenbestandteile werden entweder alleine für sich oder auch in Kombination zur Markenkennzeichnung verwendet.

## Geschäftszahlen
Im Geschäftsjahr 2017 erwirtschaftete Nike einen Umsatz von 34,4 Mrd. $ bei einem Gewinn von 4,2 Mrd. $. Seit dem Jahre 2003 hat sich der Umsatz mehr als verdreifacht und der Gewinn mehr als verachtfacht. Der Börsenwert stieg im selben Zeitraum von 11,8 Mrd. $ auf 99,2 Mrd. $ an und betrug im Oktober 2018 ca. 142 Mrd. $.
| Jahr | Umsatz in Mrd. US-Dollar | Gewinn in Mrd. US-Dollar | Aktiva in Mrd. US-Dollar | Börsenwert in Mrd. US-Dollar |
| ---- | ------------------------ | ------------------------ | ------------------------ | ---------------------------- |
| 2003 | 10,7                     | 0,5                      | 6,8                      | 11,8                         |
| 2004 | 12,3                     | 0,9                      | 7,9                      | 18,0                         |
| 2005 | 13,7                     | 1,2                      | 8,8                      | 23,9                         |
| 2006 | 15,0                     | 1,4                      | 9,8                      | …                            |
| 2007 | 16,3                     | 1,5                      | 10,7                     | …                            |
| 2008 | 18,6                     | 1,9                      | 12,4                     | 32,2                         |
| 2009 | 19,2                     | 1,5                      | 13,2                     | 25,0                         |
| 2010 | 19,0                     | 1,9                      | 14,4                     | 32,1                         |
| 2011 | 20,1                     | 2,1                      | 15,0                     | 41,3                         |
| 2012 | 23,3                     | 2,2                      | 15,5                     | …                            |
| 2013 | 25,3                     | 2,5                      | 17,5                     | 47,3                         |
| 2014 | 27,8                     | 2,7                      | 18,6                     | 70,3                         |
| 2015 | 30,6                     | 3,3                      | 21,6                     | 83,7                         |
| 2016 | 32,4                     | 3,8                      | 21,4                     | 107,0                        |
| 2017 | 34,4                     | 4,2                      | 23,3                     | 99,2                         |
| 2018 | 36,4                     | 1,9                      | 22,5                     | …                            |
| 2019 | 39,1                     | 4,0                      | 23,7                     | …                            |
| 2020 | 37,4                     | 2,5                      | 31,3                     | 219,9                        |
| 2021 | 44,5                     | 5,7                      | 37,7                     | …                            |
| 2022 | 46,7                     | 6,04                     | 40,3                     | …                            |
| 2023 | 51,2                     | 5,07                     | 37,5                     | 160,5                        |

## Produkte

### Schuhe
Bei der Gründung von Nike ging es anfangs nur um die Herstellung und den Vertrieb von Sportschuhen. Die Marke ist heute immer noch am meisten durch ihre verschiedenen, meist auch auffälligen Schuhmodelle bekannt; dieses Schuhsortiment beinhaltet heute unter anderem auch beliebte Sneakers bzw. Freizeitschuhe und verschiedene Laufschuhe in zahlreichen Farben und Variationen. Im Rahmen des Projektes, den ersten Marathonlauf unter 2 h zu organisieren, hat NIKE auch den Marathonlaufschuh so verändert, dass man mit ihm aufgrund einer veränderten Sohle aus gut verformbarer Thermoplastik und einer dünnen, federnden Carbonplatte in der Sohle die Laufzeiten um bis zu 4 % verbessern können soll. Diese Nike Vaporfly 4 % bzw. ZoomX Vaporfly Next % erwiesen sich in wissenschaftlichen Versuchen anderen Modellen und sogar Spikes so überlegen, dass sie inzwischen von den meisten Spitzenläufern verwendet werden.

### Sportbekleidung
Im Laufe der Jahre wurden viele weitere Sportartikel ins Sortiment aufgenommen. Diese Artikel sind unter anderem: Shorts, Stirn- und Armbänder, Hoodies und Sweatshirts, Jacken und Westen, Jerseys, Laufhosen bzw. Turn- und Trainingshosen, T-Shirts und Poloshirts.

### Sport-Accessoires
Des Weiteren gibt es zahlreiche Sport-Accessoires, Sportausrüstungs- und -Zubehörartikel von Nike. Diese sind unter anderem Taschen und Rucksäcke, Hüte und Kappen, Tennis-, Basket- und Fußbälle, Schienbeinschoner, Socken, Handschuhe, Handtücher und Uhren.

### Fitness-Tracker
Mit Nike+ stieg das Unternehmen in das Geschäft mit Fitness-Trackern ein und bot Produkte wie das Fitnessarmband „Nike+ Fuelband“ und verschiedene Wearables an. Außerdem brachte das Unternehmen die Smartphone-App „Nike+ Running“ für iOS und Android heraus, mit der Läufe aufgenommen werden können. Im April 2014 kündigte Nike an, die Entwicklung seiner Fitnessarmbänder einzustellen. Vorhandene Produkte wurden aber bis April 2018 unterstützt. Im August 2016 wurde die App in „Nike+ Run Club“ umbenannt und bekam gleichzeitig eine Überarbeitung, was viel Kritik auslöste. Im Oktober 2016 erschien die Apple Watch Nike+, eine Zusammenarbeit zwischen Apple und Nike. Bis auf kleine Unterschiede war die Smartwatch eine reguläre Apple Watch Series 2. Zur Apple Watch Series 3 erschien erneut ein Modell in Zusammenarbeit zwischen den beiden Unternehmen mit dem identischen Namen wie der Vorgänger.

## Sponsoring von Sportlern
Das Unternehmen stattet viele Sportler in diversen Sportarten aus:
- Basketballspieler, z. B.: LeBron James, Kobe Bryant, Kevin Durant, Michael Jordan
- Fighter der Ultimate Fighting Championship, z. B.: Anderson Silva, Jon Jones, Junior dos Santos
- Fußballspieler, z. B.: Cristiano Ronaldo, Robert Lewandowski, Mario Götze, Thibaut Courtois, Kylian Mbappé, Erling Haaland
- Golfspieler, z. B.: Tiger Woods, Rory McIlroy[30]
- Tennisspieler, z. B. Rafael Nadal, Marija Scharapowa, Wiktoryja Asaranka
- Langstreckenläufer, z. B. Kenenisa Bekele, Christoph Herle
- Skateboarder, z. B Paul Rodriguez, Eric Koston, Nyjah Huston, Stefan Janoski, Shane O’neill

## Sponsoring von Sportstätten
Im Juli 2022 wurde auf dem Tempelhofer Feld in Berlin der Satou Sabally Court, ein integrativer Basketballplatz, eröffnet. Der Platz wurde auf Initiative und Finanzierung durch Nike hergestellt im Rahmen des Programms "Take Flight – Festival für Basketballer*innen 2022". Der Platz wurde von der Berliner Künstlerin Bahar Bambi farbenfroh gestaltet. Im Rahmen einer Erweiterung von Unterkünften für Flüchtlinge plant der Berliner Senat den Abbruch der Anlage, zusammen mit Beachvolleyballplätzen und den historischen Baseball-Plätzen, dem Gail S. Halvorsen Park.

## „Breaking2“-Rekordversuch
Am 6. Mai 2017 starteten die drei Langstreckenläufer Eliud Kipchoge, Lelisa Desisa und Zersenay Tadese zusammen mit mehreren Tempomachern auf dem Formel-1-Kurs in Monza mit dem von Nike organisierten Versuch, die Bestzeit für den Marathon mit gezielter Vorbereitung und Ausrüstung unter zwei Stunden zu bringen – „Breaking2“ bedeutet übersetzt etwa „die 2 [Stunden] knacken“. Dabei scheiterten sie knapp: Kipchoge lag als Schnellster nur 25 Sekunden über der Zwei-Stunden-Marke.
Das Ergebnis gilt jedoch nicht als Weltrekord, da bei dem Rennen die Regeln des Leichtathletikweltverbandes IAAF für Marathonläufe nicht eingehalten wurden.

## Kaufhaus

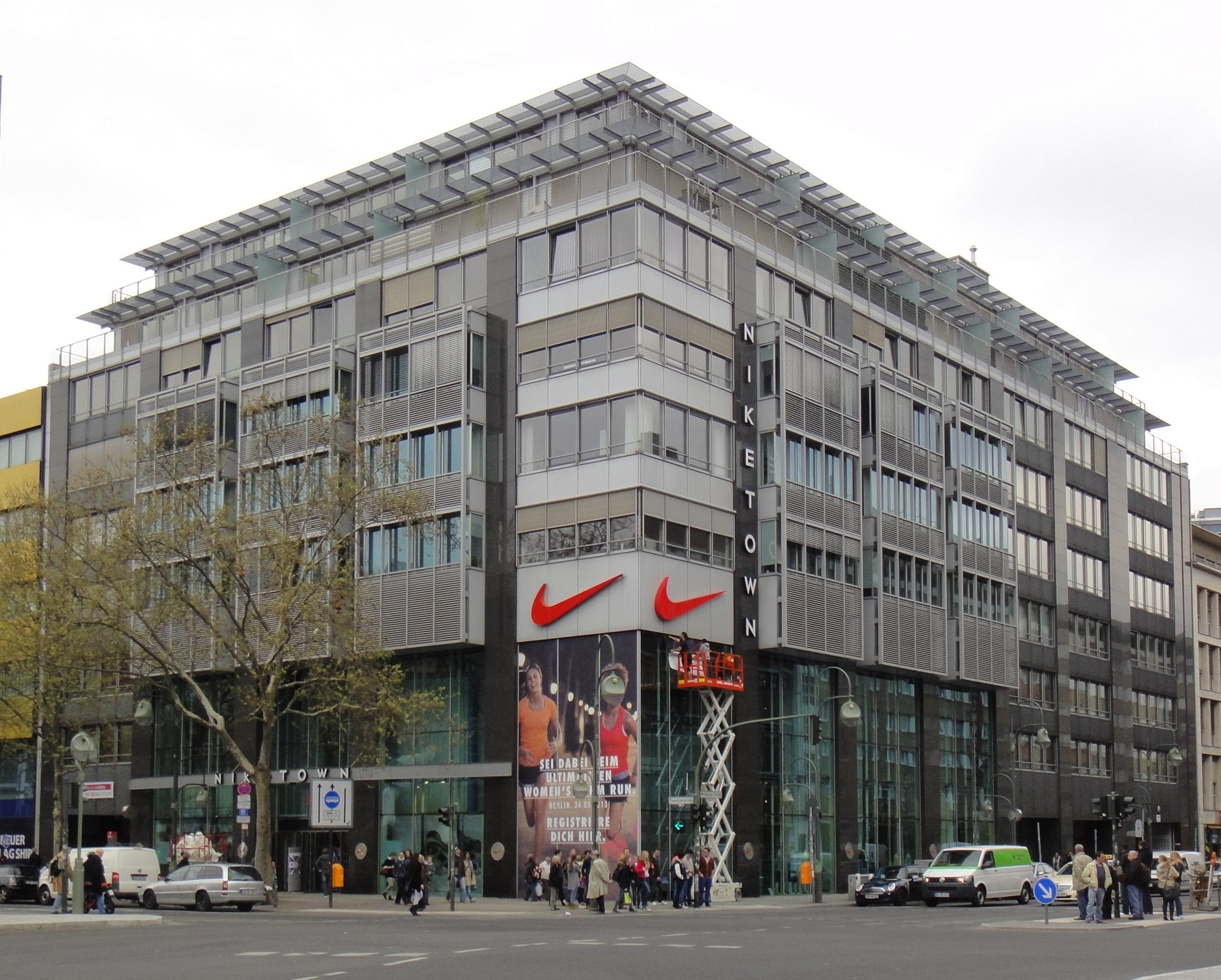
Niketown Berlin, einen Monat vor der Schließung 2013

Unter dem Namen Niketown eröffnete Nike 14 Kaufhäuser in den USA, Großbritannien, Frankreich und in Deutschland. Das erste Niketown wurde 1990 in Portland eröffnet. Das 1996 in Manhattan eröffnete Niketown ist das Aushängeschild von Nike. Von 1999 bis 2013 gab es an der Tauentzienstraße in Berlin-Charlottenburg das erste deutsche Niketown-Kaufhaus, in dem im April 2014 eine Filiale der japanischen Textilkette Uniqlo eröffnet wurde. Im Februar 2014 wurde eine neue Filiale wenige Meter vom alten Standort eröffnet.

## Nike Barber Shop
Im Juni 2012 begann das Unternehmen ein neues Werbekonzept mit dem Nike Barber Shop, einem Friseursalon im Stil der 1920er Jahre. Die Salons öffneten gleichzeitig in Buenos Aires, Mailand, Madrid, Mexiko-Stadt, Moskau und Paris. Der Pariser Barber Shop ist in der Cremerie de Paris und auf einen Monat beschränkt – für diesen „Pop-Up-Laden“ wurde ein Werbevideo mit dem Fußballer Mario Balotelli gedreht.

## Kritik

### Missstände in Fabriken und Zulieferbetrieben
Während hohe Summen in Marketingbudgets fließen, werden gleichzeitig die Löhne in der Produktion so niedrig wie möglich gehalten.
Seit den 1970er Jahren bis in die Gegenwart ist Nike mit Vorwürfen von Menschenrechtsorganisationen an den Arbeitsbedingungen in seinen Fabriken konfrontiert. Einer Studie zufolge arbeiteten 2005 rund 650.000 Menschen in Partner-Fabriken für Nike, vorwiegend in Südostasien. In bis zu 50 Prozent der Betriebe war der Zugang zu Toiletten und Trinkwasser während der Arbeitszeit beschränkt. In mehr als der Hälfte der 700 Fabriken betrug die Arbeitszeit mehr als 60 Stunden pro Woche und in jeder vierten Fabrik wurde weniger als der vorgeschriebene Mindestlohn gezahlt.
Das Unternehmen wird unter anderem im Schwarzbuch Markenfirmen der Ausbeutung, Kinderarbeit und anderer Missstände in Zulieferbetrieben bezichtigt. Auch der US-amerikanische Filmemacher Michael Moore kritisiert das Unternehmen im Dokumentarfilm Der große Macher. Nike hatte zuvor einen Großteil seiner Schuhproduktion nach Indonesien ausgelagert, die dort teilweise von Kindern für 19 US-Cent pro Stunde Arbeitslohn gefertigt wurden.
2016 verrichteten mehr als eine Million Menschen in 565 Fabriken in 42 Ländern Auftragsarbeit für Nike. In den meisten asiatischen Ländern reicht ihr Lohn kaum für den Lebensunterhalt. Ein 2016 von der Aufsichtsbehörde Worker Rights Consortium (WRC) veröffentlichter Bericht über eine vietnamesische Nike-Fabrik mit rund 8500 Mitarbeitern zeigte erneut zahlreiche Missstände auf. Neben zu geringer Bezahlung und Zwangsüberstunden wurden schwangere Frauen systematisch entlassen. Mitarbeiter wurden beleidigt und waren hohen Temperaturen und giftigen Dämpfen ausgesetzt. Kranke durften nicht freinehmen, der Zugang zu Toiletten war eingeschränkt.

### Paradise Papers
Im November 2017 wurde Nike in den Veröffentlichungen der Paradise Papers aufgelistet. Wie die Süddeutsche Zeitung berichtete, war Nike Kunde von Kanzlei Appleby, die Nike dabei half, in Deutschland kaum Steuern zu bezahlen. Berichten zufolge nutzte Nike ein Steuerschlupfloch in den Niederlanden, die sogenannte CV-BV-Struktur.

### Vernichten von Neuware
Im Jahr 2021 wurde durch Recherchen von NDR, Die Zeit und der Flip-Redaktion bekannt, dass Nike Neuware, darunter Retouren, vernichtet.

## Veröffentlichung
- Phil Knight: Shoe Dog. FinanzBuch Verlag FBV, München 2016, ISBN 978-3-89879-992-8 (Autobiografie des Nike-Mitgründers).
- Phil Knight: Shoe Dog. Scribner, New York 2016 (Amerikanische Originalausgabe).